# Atães (Vila Verde)
Pour les articles homonymes, voir Atães.

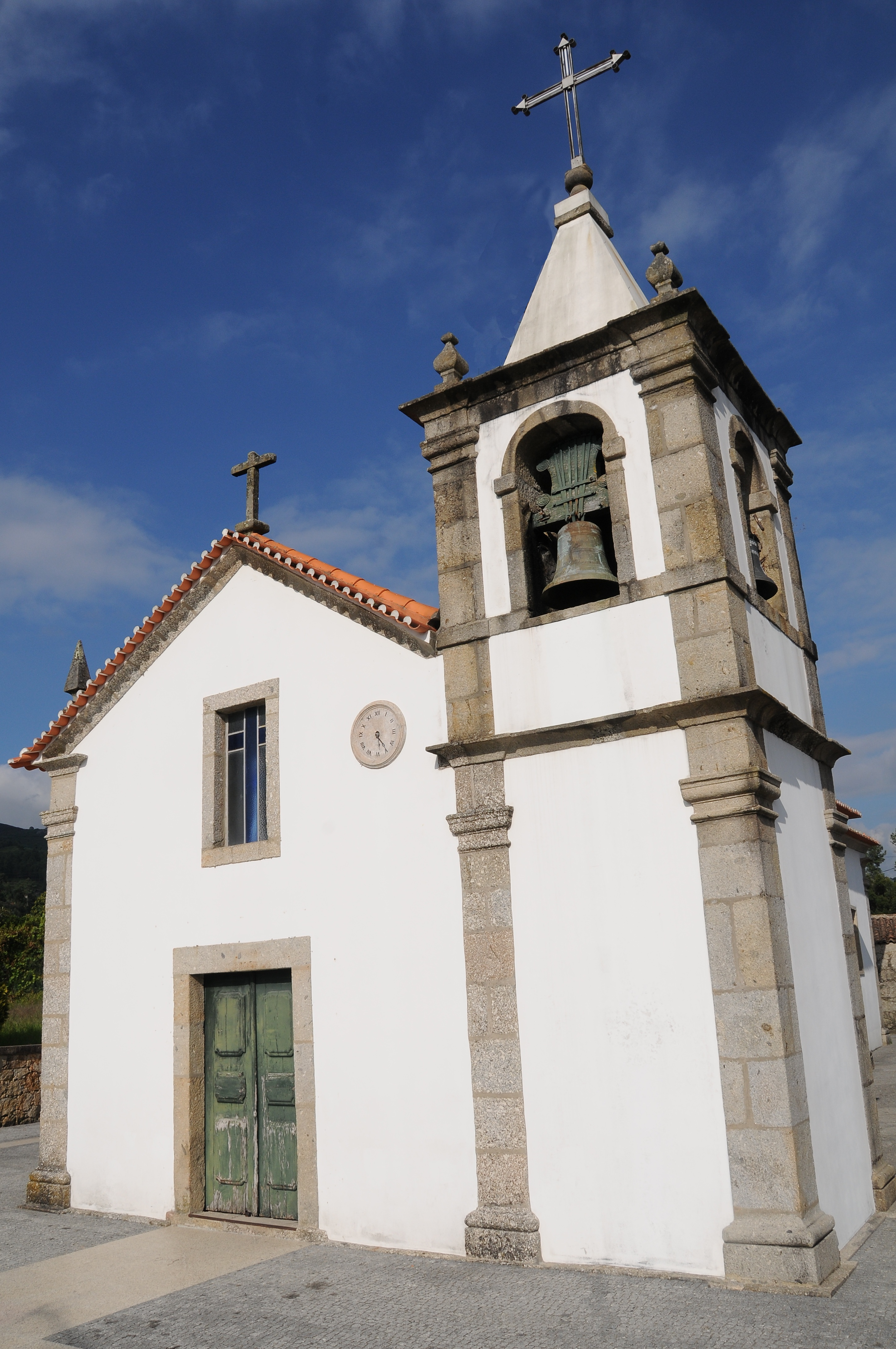
Église d'Atães, à Atães, Vila Verde, Portugal

Atães est une paroisse (freguesia) de la municipalité (concelho) de Vila Verde. Elle se situe à environ 10 km de celle-ci.
Divisée en plusieurs quartiers (lugares) dont le plus important est Portela do Vade. Portela do vade est considérée par ses habitants comme une paroisse indépendante et non comme un "quartier" (lugar) d'Ataes.